# Plaça d'Urquinaona

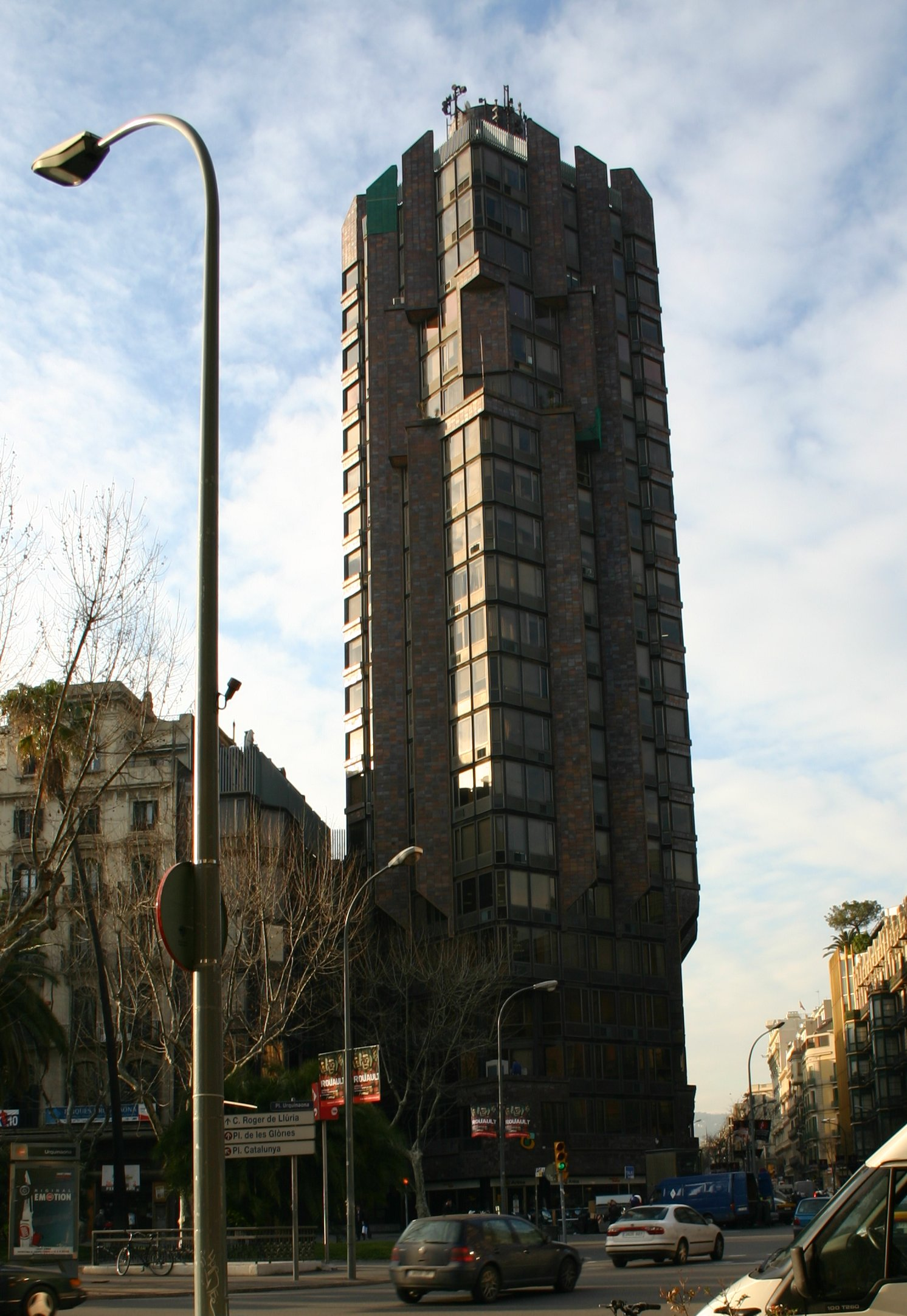
Torre Urquinaona.

Plaça d'Urquinaona is een plein in het centrum van Barcelona, in het district Eixample, op de kruising van Ronda Sant Pere en de straten Carrer de Pau Claris en Via Laietana.
Er komen een aantal belangrijke straten op uit zoals de Carrer de Pau Claris, Via Laietana of Carrer Roger de Llúria. De oppervlakte van het plein bedraagt 18.050 m², en het heeft een groen centraal gedeelte. Het is vernoemd naar José María de Urquinaona y Vidot, geboren in Cádiz en bisschop van Barcelona in 1878. Aan het plein staat ook de imposante Torre Urquinaona.